# Cestrus aztecus
Cestrus aztecus är en stekelart som först beskrevs av Cresson 1874.  Cestrus aztecus ingår i släktet Cestrus och familjen brokparasitsteklar. Inga underarter finns listade i Catalogue of Life.